# Химна Француске
Химна Републике Француске је песма Марсељеза која је била званична национална химна свих француских република.
Аутор текста је Клод Жозеф Руже де Лил који ју је написао у Стразбуру ноћу између 25. и 26. априла 1792. после објаве рата Аустријског цара. Носила је назив: „Ратна песма војске на Рајни“ (Chant de guerre pour l'armée du Rhin).
Већ 30. јули 1792, када је републиканска војска из Марсеља ушла у Париз, за време освајања парка Тиљерије, именована је „Марсељеза“ након што су је у Паризу отпевали добровољци из Марсеја марширајући ка престоници.
Проглашена је националном химном Прве Републике 14. јула 1795, чиме је постала прва француска химна.

## Историја
Како се Француска револуција наставила, европске монархије су постале забринуте да ће се револуционарни жар проширити на њихове земље. Рат Прве коалиције био је покушај да се револуција заустави или бар обузда у Француској. У почетку се француска војска није истакла, а коалиционе војске су извршиле инвазију на Француску. Дана 25. априла 1792, барон Филип-Фредерик де Дитрих, градоначелник Стразбура и поштовани мајстор локалне масонске ложе, замолио је свог масонског госта Руже де Лила да компонује песму „која ће окупити наше војнике из свих крајева да бране своју домовину која је под претњом“. Те вечери Руже је написао  „Ратну песму војске на Рајни“ и посветио песму маршалу Николасу Лукнеру, баварском масону.
Након певања на путу за Париз трупе су песму прихватиле као марширну песму Националне гарде Марсеја.
У наредним годинама је више пута укидана и мењан је изворни текст све до 1879. године када је враћена као француска национална химна у изворном облику.

## Текст химне
-{I.

Allons enfants de la Patrie

Le jour de gloire est arrivé !

Contre nous de la tyrannie

L'étendard sanglant est levé (bis)

Entendez-vous dans nos campagnes

Mugir ces féroces soldats ?

Ils viennent jusque dans vos bras.

Égorger vos fils, vos compagnes !
Refrain :

Aux armes citoyens

Formez vos bataillons

Marchons, marchons

Qu'un sang impur

Abreuve nos sillons
II.

Que veut cette horde d'esclaves

De traîtres, de rois conjurés ?

Pour qui ces ignobles entraves

Ces fers dès longtemps préparés ? (bis)

Français, pour nous, ah ! quel outrage

Quels transports il doit exciter ?

C'est nous qu'on ose méditer

De rendre à l'antique esclavage !
(refrain)
III.

Quoi ces cohortes étrangères !

Feraient la loi dans nos foyers !

Quoi ! ces phalanges mercenaires

Terrasseraient nos fils guerriers ! (bis)

Grand Dieu ! par des mains enchaînées

Nos fronts sous le joug se ploieraient

De vils despotes deviendraient

Les maîtres des destinées.
(refrain)
IV.

Tremblez, tyrans et vous perfides

L'opprobre de tous les partis

Tremblez ! vos projets parricides

Vont enfin recevoir leurs prix ! (bis)

Tout est soldat pour vous combattre

S'ils tombent, nos jeunes héros

La France en produit de nouveaux,

Contre vous tout prêts à se battre.
(refrain)
V

Français, en guerriers magnanimes

Portez ou retenez vos coups !

Épargnez ces tristes victimes

À regret s'armant contre nous (bis)

Mais ces despotes sanguinaires

Mais ces complices de Bouillé

Tous ces tigres qui, sans pitié

Déchirent le sein de leur mère !
(refrain)
VI.

Amour sacré de la Patrie

Conduis, soutiens nos bras vengeurs

Liberté, Liberté chérie

Combats avec tes défenseurs ! (bis)

Sous nos drapeaux, que la victoire

Accoure à tes mâles accents

Que tes ennemis expirants

Voient ton triomphe et notre gloire !
(refrain)
VII. Couplet des enfants

Nous entrerons dans la carrière

Quand nos aînés n'y seront plus

Nous y trouverons leur poussière

Et la trace de leurs vertus (bis)

Bien moins jaloux de leur survivre

Que de partager leur cercueil

Nous aurons le sublime orgueil

De les venger ou de les suivre !}-

## Текст химне на француском језику
MARSEILLAISE:
REFRAIN:
Aux armes, citoyens !
Formez vos bataillons !
Marchons, marchons !
Qu'un sang impur…
Abreuve nos sillons !
COUPLETS:
I
Allons ! Enfants de la Patrie !
Le jour de gloire est arrivé !
Contre nous de la tyrannie,
L'étendard sanglant est levé ! (Bis)
Entendez-vous dans les campagnes
Mugir ces féroces soldats ?
Ils viennent jusque dans vos bras
Égorger vos fils, vos compagnes.
Aux armes, citoyens ! Etc.
II
Que veut cette horde d'esclaves,
De traîtres, de rois conjurés ?
Pour qui ces ignobles entraves,
Ces fers dès longtemps préparés ? 

```
(Bis)
```

Français ! Pour nous, ah ! Quel outrage !
Quels transports il doit exciter ;
C'est nous qu'on ose méditer
De rendre à l'antique esclavage !
Aux armes, citoyens ! Etc.
III
Quoi ! Des cohortes étrangères
Feraient la loi dans nos foyers !
Quoi ! Des phalanges mercenaires
Terrasseraient nos fiers guerriers ! (Bis)
Dieu ! Nos mains seraient enchaînées !
Nos fronts sous le joug se ploieraient !
De vils despotes deviendraient
Les maîtres de nos destinées !
Aux armes, citoyens ! Etc.
IV
Tremblez, tyrans et vous, perfides,
L'opprobre de tous les partis !
Tremblez ! Vos projets parricides
Vont enfin recevoir leur prix. (Bis)
Tout est soldat pour vous combattre.
S'ils tombent, nos jeunes héros,
La terre en produit de nouveaux
Contre vous tout prêt à se battre.
Aux armes, citoyens ! Etc.
V
Français, en guerriers magnanimes
Portons ou retenons nos coups !
Épargnons ces tristes victimes,
A regret, s'armant contre nous ! (Bis)
Mais ce despote sanguinaire !
Mais ces complices de Bouillé !
Tous ces tigres qui, sans pitié,
Déchirent le sein de leur mère !
Aux armes, citoyens ! Etc.
VI
Amour sacré de la Patrie
Conduis, soutiens nos bras vengeurs !
Liberté ! Liberté chérie,
Combats avec tes défenseurs ! (Bis)
Sous nos drapeaux que la Victoire
Accoure à tes mâles accents !
Que tes ennemis expirants
Voient ton triomphe et notre gloire !
Aux armes, citoyens ! Etc.
VII
```
      Peuple français, connais ta gloire ;
```

Couronné par l'Égalité,
Quel triomphe, quelle victoire,
D'avoir conquis la Liberté ! (Bis)
Le Dieu qui lance le tonnerre
Et qui commande aux éléments,
Pour exterminer les tyrans,
Se sert de ton bras sur la terre.
Aux armes, citoyens ! Etc.
VIII
Nous avons de la tyrannie
Repoussé les derniers efforts ;
De nos climats, elle est bannie ;
Chez les Français les rois sont morts. (Bis)
Vive à jamais la République !
Anathème à la royauté !
Que ce refrain, partout porté,
Brave des rois la politique.
Aux armes, citoyens ! Etc.
IX
La France que l'Europe admire
A reconquis la Liberté
Et chaque citoyen respire
Sous les lois de l'Égalité ; (Bis)
Un jour son image chérie
S'étendra sur tout l'univers.
Peuples, vous briserez vos fers
Et vous aurez une Patrie !
Aux armes, citoyens ! Etc.
X
Foulant aux pieds les droits de l'Homme,
Les soldatesques légions
Des premiers habitants de Rome
Asservirent les nations. (Bis)
Un projet plus grand et plus sage
Nous engage dans les combats
Et le Français n'arme son bras
Que pour détruire l'esclavage.
Aux armes, citoyens ! Etc.
XI
Oui ! Déjà d'insolents despotes
Et la bande des émigrés
Faisant la guerre aux Sans-Culottes
Par nos armes sont altérés ; (Bis)
Vainement leur espoir se fonde
Sur le fanatisme irrité,
Le signe de la Liberté
Fera bientôt le tour du monde.
Aux armes, citoyens ! Etc.
XII
O vous ! Que la gloire environne,
Citoyens, illustres guerriers,
Craignez, dans les champs de Bellone,
Craignez de flétrir vos lauriers ! (Bis)
Aux noirs soupçons inaccessibles
Envers vos chefs, vos généraux,
Ne quittez jamais vos drapeaux,
Et vous resterez invincibles.
Aux armes, citoyens ! Etc.
	==Текст химне на српском језику==
МАРСЕЉЕЗА:
РЕФРЕН:
На оружје грађани!
Формирајте своје батаљоне!
Корачајмо! Корачајмо!
Нека нечиста крв
Натопи наше бразде!
I
Хајдемо! Децо Отаџбине!
Дан славе је дошао!
Против нас је подигнута
Крвава застава тираније! (Bis)
Чујете ли у пољима
Рику тих дивљих војника?
Они вам у наручје долазе
Да закољу ваше синове, ваше супруге.
На оружје, грађани! Etc.
II
Шта хоће та руља робова,
Издајника, од краља заведених?
За кога ти гнусни окови,
Ти ланци одавно припремљени? (Bis)
Французи! За нас, ах! Каква увреда!
Какав занос треба да изазове;
Нас усуђују се да мисле
Да врате у старо ропство!
На оружје, грађани! Etc.
III
Шта! Стране чете
Да буду меродавне на нашим огњиштима?
Шта! Најамничке фаланге
Да обарају наше горде ратнике! (Bis)
Боже! Наше ће руке бити оковане!
Наше главе под јармом савиће се!
Подли насилници постаће
Господари наше судбине!
На оружје, грађани! Etc.
IV
Бојте се, тирани и ви, 
Издајници,
Срамото свих партија!
Бојте се! Ваши родоубилачки планови
Добиће своју цену.
(Bis)
Свако је војник да се против вас бори.
Ако падну, наши млади јунаци,
Земља их ствара поново
Против вас да се боре потпуно спремни.
На оружје, грађани! Etc.
V
Французи! Као великодушни ратници
Задајмо и задржавајмо своје ударце!
Поштедимо те тужне жртве,
Нерадо, против нас наоружане!
(Bis)
Али тај тиранин крвави!
Али ти завереници из Бујеа!
Ти тигрови који без милости,
Раздиру груди своје мајке!
На оружје, грађани! Etc.
VI
Љубави света за Отаџбину

Води, ојачај наше осветничке мишице!
Слободо! Слободо драга,
Бори се са својим браниоцима!
(Bis)
Под наше заставе нека победа
Дотрчи на твоје мушке позиве!
Нека твоји умирући непријатељи
Виде твој тријумф и нашу славу!
На оружје, грађани! Etc.
VII

I
Француски народ познаје твоју славу;
Крунисану Једнакошћу,
Какав тријумф, каква победа, 

Стечена Слободо! (Bis)
Бог који шаље громове
И који влада појавама,
Да би уништио тиранина,
Служи се на земљи твојом мишицом!
На оружје, грађани! Etc.
VIII
Ми смо тираније
Одбили последње напоре;
Из наших крајева, она је истерана!
Код Француза краљеви су мртви. 
(Bis)
Нека заувек живи Република!
Проклето нека је краљевство!
Нека овај рефрен свуда ношен,
Пркоси политици краљева.
На оружје, грађани! Etc.
IX
Француска коју Европа обожава

Поново је стекла Слободу
И сваки грађанин дише
Под законима Једнакости; (Bis)
Једног дана њена драга слика
Рашириће се по универзуму.
Народи, ви ћете спалити своје окове
И имаћете Отаџбину!
На оружје, грађани! Etc.
X
Бацајући под ноге права Човека,
Недисциплиноване легије
Првих становника Рима
Потчинише народе. (Bis)
Већи и мудрији план
Ангажује нас у борбе
И Француз у руци држи оружје
Само да разори ропство.
На оружје, грађани! Etc.
XI

I
Да! Већ дрских деспота
И руља емиграната
Ратујући са Санкилотима
Нашим оружјем су отерани; (Bis)
Узалуд се њихова нада темељи
на љутом фанатизму,
Знак Слободе
Ускоро ће обићи свет.
На оружје, грађани! Etc.
XII
О вас! Нека слава окружује,
Грађани, славни ратници,
Бојте се, у пољима Белоне,
Бојте се да укаљате ваше ловорове венце!
(Bis)
Непријемчиви на црне сумње
Према вашим командантима, вашим генералима,
Не напуштајте никад своје заставе,
И остаћете непобедиви!
На оружје, грађани! Etc.